# Willie Ofahengaue
Viliame Ofahengaue, detto Willie (Nukuʻalofa, 3 maggio 1968), è un ex rugbista a 15 e allenatore di rugby a 15 tongano, terza linea, internazionale per l'Australia, con cui vanta la vittoria nella Coppa del Mondo di rugby 1991.

## Biografia
Nativo di Tonga, compì gli studi universitari ad Auckland, in Nuova Zelanda; in tale Paese fu anche selezionato per la Nazionale giovanile che nel 1988 disputò un tour in Australia ma, per problemi legati al visto, non poté rientrare in Nuova Zelanda.
Decise quindi di rimanere a Sydney, ingaggiato dal Manly, squadra che disputa il campionato del Nuovo Galles del Sud.
Ancor prima di avere rappresentato il suo Stato, fu selezionato nel 1990 per gli Wallabies, con i quali esordì, singolarmente, a Christchurch proprio contro la Nuova Zelanda; nel suo secondo incontro assoluto, sempre contro gli All Blacks, realizzò anche la sua prima meta internazionale.
Un anno più tardi fu tra i convocati alla Coppa del Mondo di rugby 1991 che si tenne in Inghilterra e che lo vide scendere in campo in cinque incontri; fu presente anche alla finale vinta 12-6 a Twickenham proprio contro i padroni di casa inglesi.
Sempre nel 1991 debuttò per la selezione del Nuovo Galles del Sud, per il quale fu in campo fino al 1999 per 59 volte complessive, incluso a livello professionistico nella franchise dei Waratahs in Super Rugby.
Nel campionato 1992-93 Ofahengaue fu in Italia al Rovigo, anche se la sua esperienza durò solo una stagione; presente anche alla Coppa del Mondo di rugby 1995 in Sudafrica, disputò il suo ultimo incontro internazionale nel 1998 a Parigi contro la Francia, e si ritirò dall'attività professionistica nel 1999; fino al 2004, da dilettante, fu giocatore-allenatore presso i Kubota Spears, in Giappone; nel 2004 fu anche, per un biennio, il tecnico della Nazionale tongana, per poi seguire anche il Manly, suo club d'origine.
Nel 2010, divenuto pastore metodista, ha assunto la guida spirituale di una comunità di conterranei a Brisbane, nel Queensland.

## Palmarès
- Coppe del mondo: 1
Australia: 1991